# 赫布·埃利奥特
赫布·埃利奥特（英語：Herb Elliott，1938年2月25日—），澳大利亚前男子田径运动员，主攻中跑。他曾代表澳大利亚参加1960年夏季奥林匹克运动会田径比赛，获得男子1500米金牌。